# OpenBoard
OpenBoard è un software libero multipiattaforma per lavagne interattive multimediali (LIM) compatibile con qualsiasi proiettore o dispositivo di puntamento.
È nato come fork da Open-Sankoré nel 2013 con l'obiettivo di focalizzarsi sulla semplicità e stabilità. Dalla versione 1.7.2 usa la libreria QT 6.

## Storia
OpenBoard è un fork del progetto Open-Sankoré 2.0. il quale è a sua volta basato sul software Uniboard sviluppato originariamente all'Università di Losanna, in Svizzera. Il progetto è partito nel 2003 ed è stato usato per la prima volta dagli insegnanti dell'Università nell'Ottobre dello stesso anno. Il progetto formò uno spin-off in una startup locale, la Mnemis SA. Fu successivamente venduto la French Public Interest Grouping for Digital Education in Africa (GIP ENA) che comperò i diritti del software in modo da renderlo un progetto open source nei termini della licenza GNU Lesser General Public License (LGPL).
Nel 2013 il GIP ENA si è dissolto. Dal 2013 il supporto, contatti e bug-report di Open-Sankoré non rispondono. Il responsabile DIENA per il progetto non risponde.
Nel settembre 2014 è partito il fork OpenBoard. A novembre 2024 viene rilasciata la versione 1.7.2